# Nelson Herrera
Nelson Herrera – kolumbijski zapaśnik walczący w stylu wolnym. Zdobył złoty medal na igrzyskach boliwaryjskich w 1993. Mistrz i wicemistrz panamerykańskich mistrzostw juniorów w 1985 roku.